# Lucky Three
Pour plus de détails, voir Fiche technique et Distribution.
Lucky Three (ou Lucky Three: an Elliott Smith Portrait) est un court métrage documentaire italo-américain réalisé par Jem Cohen, sorti en 1997.
Ce film de onze minutes met en scène le chanteur américain Elliott Smith, qui y interprète quatre chansons avec pour seul accompagnement sa guitare acoustique. Réalisé par Jem Cohen (en), il a été tourné entre le 17 et le 20 octobre 1996, à Portland, dans l'Oregon. Lucky Three est disponible sur le fanzine video #1 du label musical on Kill Rock Stars, sorti en 1999 mais désormais épuisé.

## Fiche technique
- Titre : Lucky Three
- Réalisation : Jem Cohen (en)
- Montage : Jem Cohen (en) et Elliott Smith
- Production : Jem Cohen (en)
- Pays :  Italie et  États-Unis
- Genre : Documentaire
- Durée : 71 minutes
- Dates de sortie : 
  -  États-Unis : 1997

## Chansons interprétées
1. Version instrumentale d'un morceau qui allait devenir Baby Britain sur l'album Xo (1998), au début et entre les deux derniers morceau
2. "Between the Bars", disponible sur l'album Either/Or (1997)
3. "Thirteen" (reprise de Big Star), également disponible sur la bande originale du film Âge difficile obscur (Thumbsucker, 2005)
4. "Angeles", disponible sur l'album Either/Or (1997)